# Bonnétable
Bonnétable es una comuna francesa situada en el departamento de Sarthe, en la región de Borgoña-Franco Condado.

## Demografía
| 3740 | 3505 | 3833 | 3826 | 3899 | 4018 | 3721 |
| Para los censos de 1962 a 1999 la población legal corresponde a la población sin duplicidades (Fuente: INSEE [Consultar]) |      |      |      |      |      |      |